# Bromeliagrion
Bromeliagrion is een geslacht van libellen (Odonata) uit de familie van de waterjuffers (Coenagrionidae).

## Soorten
Bromeliagrion omvat 3 soorten:
- Bromeliagrion beebeanum (Calvert, 1948)
- Bromeliagrion fernandezianum (Rácenis, 1958)
- Bromeliagrion rehni Garrison, 2005